# Euxoa striata
Euxoa striata är en fjärilsart som beskrevs av Tutt 1892. Euxoa striata ingår i släktet Euxoa och familjen nattflyn. Inga underarter finns listade i Catalogue of Life.